# Orava (Landschaft)

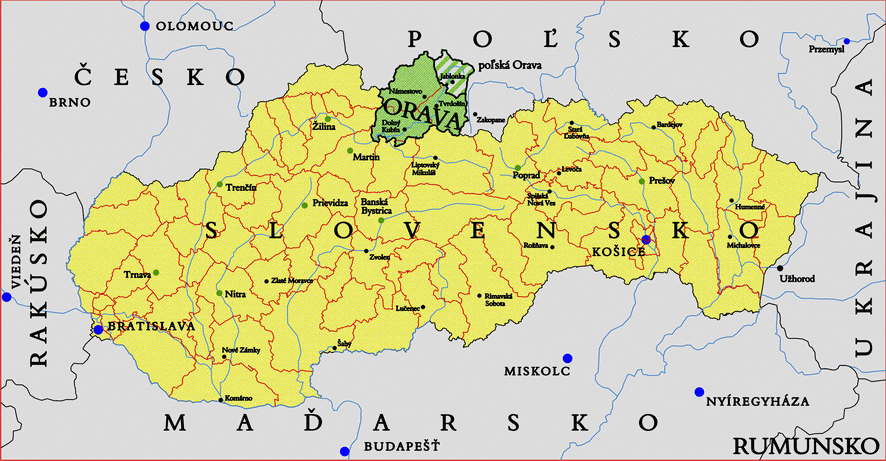
Lage von Arwa in der heutigen Slowakei

Orava, deutsch Arwa (ungarisch Árva, lateinisch Arva, polnisch Orawa), ist eine Landschaft im Norden der Slowakei und im Süden der polnischen Woiwodschaft Kleinpolen. Von ihr abgeleitet ist der Name des ehemaligen ungarischen Komitats Arwa, der Name selbst ist von der Hauptburg des Gebiets, der Arwaburg abgeleitet.
Die Landschaft liegt in der nördlichen Mittelslowakei und der slowakische Name „Orava“, der vom gleichnamigen rechten Waagzufluss herrührt, wird heute als inoffizielle Bezeichnung für dieses Gebiet und als offizielle Bezeichnung einer Tourismusregion verwendet.
Die Tourismusregion Orava (slowakisch Oravský región cestovného ruchu) erstreckt sich über die Bezirke:
- Námestovo
- Tvrdošín
- Dolný Kubín

Von 1918 bis 1947 bestand in der Region ein Gebietsdisput zwischen Polen und der Tschechoslowakei (bzw. Slowakei). Die Grenze in der Region wurde in dieser Zeit mehrmals verändert. Am 13. Juni 1958 wurde die Grenze zwischen Polen und der Tschechoslowakei durch ein Abkommen festgelegt.